# Brot statt Böller
Unter dem Motto Brot statt Böller rief die Hilfsorganisation Brot für die Welt dazu auf, einen Teil der Geldsumme, die ansonsten für Feuerwerkskörper in der Silvesternacht ausgegeben wird, für die Entwicklungshilfe zu spenden.

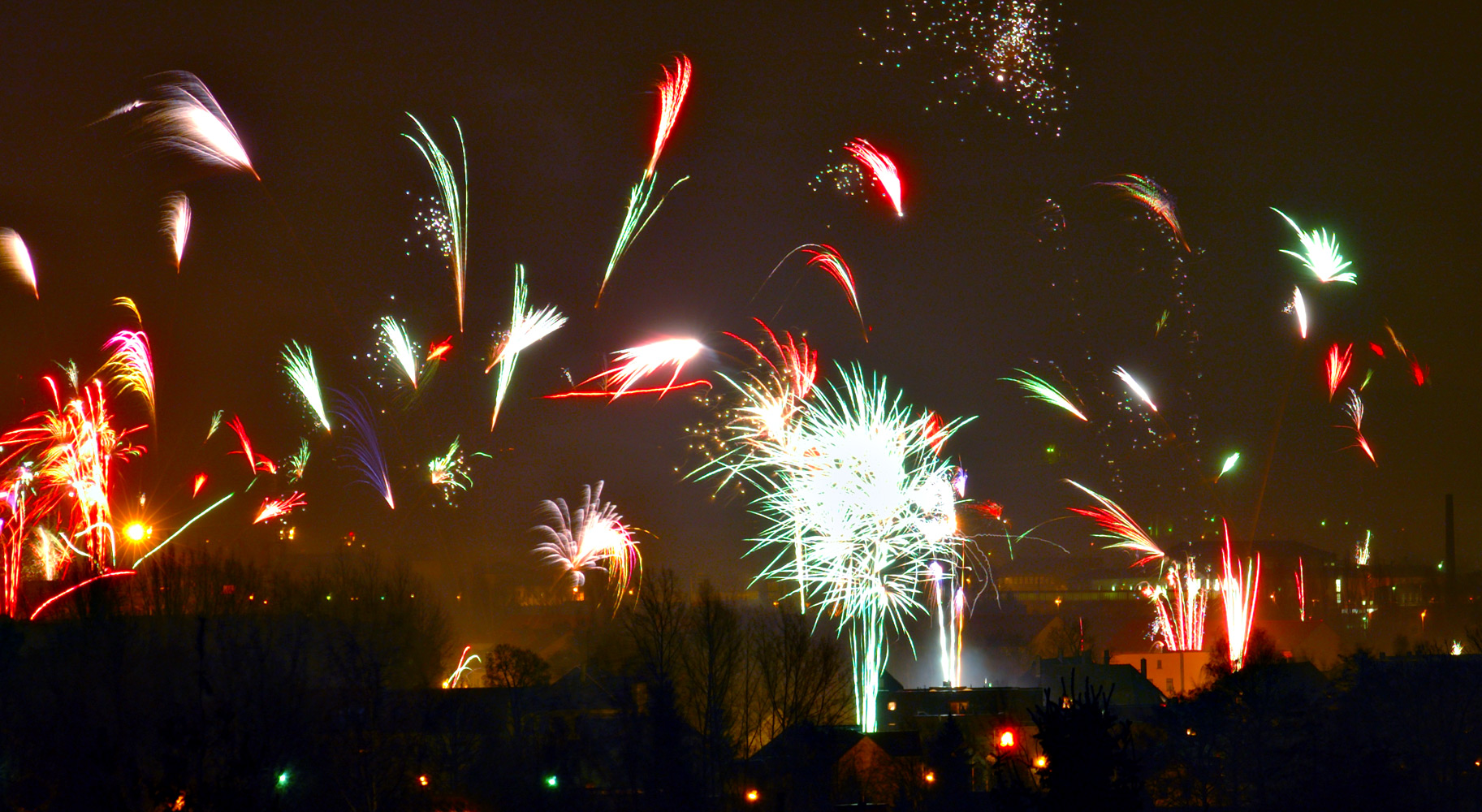
Silvester-Feuerwerk

Die Aktion „Brot statt Böller“ wurde Anfang der 1980er Jahre ins Leben gerufen. Unter diesem Motto sammelte die evangelische Kirchengemeinde in Bargteheide (Schleswig-Holstein) 1981 zum ersten Mal Spenden für „Brot für die Welt“. Zum Jahresende 2007 wurde mit Feuerwerkskörpern in Deutschland ein Umsatz von etwa 100 Millionen Euro erzielt, 2015 rund 129 Millionen Euro, was rund 1,58 Euro pro Einwohner entspricht. Das Geld, das sprichwörtlich in der Luft verpulvert wird, könne sinnvoller eingesetzt werden, so die Argumentation. Seit 2010 wird der Slogan Brot statt Böller ergänzt durch die Zeile „Teilen macht Freude“. Im Vordergrund der Aktion steht nicht der Verzicht auf das Feuerwerk, sondern die Idee des Teilens aus Anlass der Silvester-Feierlichkeiten.
Der Silvester-Appell findet nicht in der gesamten entwicklungspolitischen Szene Unterstützung. Kritiker wie die Aktion 3. Welt Saar verweisen darauf, dass der Zusammenhang zwischen dem Silvesterfeuerwerk und Armut in der Welt beliebig gewählt sei: „Genauso gut könnte man dazu aufrufen, keine Weihnachtsbäume, Smartphones, Bücher oder Jogginganzüge zu kaufen, keinen Wein zu trinken oder Fußballspiele ausfallen zu lassen.“ Es wird bemängelt, dass der Aufruf vor allen Dingen Lustfeindlichkeit zur Schau stelle und lediglich an das schlechte Gewissen appelliere. Dabei gehöre das Feiern, und für viele sei das Abbrennen von Feuerwerkskörpern damit verbunden, in allen Kulturen zum Wesen des Menschen. Die Vertreter der Aktion 3. Welt Saar sehen das Problem nicht so sehr im hiesigen Konsum, sondern in der globalen Verteilung und Verwendung von Nahrung (zum Beispiel als Viehfutter) aufgrund einer verfehlten Agrarpolitik, was nicht durch Almosen aus der Welt zu schaffen sei. Sie fordern, den Appell „Brot statt Böller“ durch „Brot UND Böller“ zu ersetzen.